# VII Dwór
VII Dwór (in tedesco: VII Hof) è una frazione di Danzica, situata nella parte occidentale della città.